# Dan Motreanu
Dan Ștefan Motreanu (n. 11 septembrie 1970, Orăștie, Hunedoara, România) este un politician român, care a fost ales ca deputat de București pe listele PNL. În perioada 6 decembrie 2006–5 aprilie 2007, el a îndeplinit funcția de ministru al agriculturii, pădurilor și dezvoltării rurale în Guvernul Tăriceanu.

## Cariera profesională
Dan Ștefan Motreanu s-a născut la data de 11 septembrie 1970 în orașul Orăștie (județul Hunedoara). A absolvit în anul 1995 Facultatea de Litere și Filozofie-Istorie din cadrul Universității de Vest din Timișoara. După absolvirea facultății, a lucrat ca profesor de istorie și cultură civică la Alba Iulia (1995-1997) și ca redactor la ziarul Observator și corespondent al agenției de știri Mediafax în jud. Alba (1996-1997).
În anul 1997, este numit ca expert parlamentar. În paralel, își continuă și studiile, absolvind cursul postuniversitar la distanță de "Dezvoltare a Abilităților Antreprenoriale" organizat de Universitatea Neuchatel (Elveția) și de Fundația Româno-Elvețiană  (1998). Între anii 1998-1999, urmează cursuri de pregătire privind derularea fondurilor europene organizate de Comisia Europeană. Apoi, în anul 2000, a absolvit cursuri postuniversitare la Facultatea de Științe Politice și Administrative din cadrul Universității Babeș-Bolyai din Cluj-Napoca, obținând diploma de "Manager în Administrația Publică".
Ca urmare a studiilor absolvite, Dan Motreanu a îndeplinit funcțiile de Șef de serviciu la Agenția pentru Dezvoltare Regională "Centru" (1999-2001) și de Director al Unității de Implementare "Proiectul de dezvoltare rurală a Munților Apuseni" - finanțat de FIDA (2001-2002). În anul 2005, a absolvit și Colegiul Național de Apărare. În prezent, este student la cursurile de masterat în "Relații Publice și Comunicare" ale Școlii Naționale de Studii Politice și Administrative (SNSPA).

## Activitate politică
Dan Motreanu este membru al Partidului Național Liberal (PNL) din anul 1990. Ca membru în Alianța Civică a participat la diverse acțiuni cu caracter civic. A deținut funcțiile de vicepreședinte al organizației municipale Alba Iulia a PNL (1997) și de vicepreședinte al organizației județene PNL Alba (1998-2002).
Între anii 1998-2002, a fost membru în Biroul Permanent Național al Tineretului Liberal, după care în perioada 2002-2005 a deținut funcția de președinte al Tineretului Național Liberal. În anul 2005 a fost ales ca secretar general al Partidului Naționale Liberal (PNL), deținând această funcție timp de un an până la preluarea funcției ministeriale.
În perioada 2000-2004, a deținut funcția de consilier județean în Consiliul Județean Alba. În urma alegerilor parlamentare din noiembrie 2004, a fost ales ca deputat de București pe listele PNL. În această calitate, a îndeplinit funcțiile de președinte al Comisiei de Administrație Publică, Amenajarea Teritoriului și Protecția Mediului din Camera Deputaților (până în septembrie 2005) și de chestor al Camerei Deputaților (septembrie-decembrie 2006). Din februarie 2007, este membru al Comisiei pentru agricultură, silvicultură, industrie alimentară și servicii specifice din Camera Deputaților.
Ca urmare a retragerii sprijinului politic pentru ministrul Gheorghe Flutur, care s-a alăturat grupării Stoica-Stolojan (care a fondat Partidul Liberal-Democrat), portofoliul de la ministru al agriculturii a rămas vacant. După două săptămâni de la vacantarea postului, Comitetul Executiv al PNL a decis nominalizarea la 5 decembrie 2006 a secretarul general al partidului, Dan Motreanu, pentru portofoliul de ministru al agriculturii. Decizia a fost luată în urma votului din cadrul Biroului Politic al PNL, la care Motreanu a obținut 12 voturi, față de numai patru voturi obținute de către Ludovic Orban.
La 6 decembrie 2006, Dan Ștefan Motreanu a fost numit prin decret prezidențial în funcția de ministru al agriculturii, pădurilor și dezvoltării rurale în Guvernul Tăriceanu. A fost eliberat din funcția de ministru la data de 5 aprilie 2007 odată cu restructurarea guvernului. Cu ocazia prezentării bilanțului de la sfârșitul mandatului, el a prezentat ca realizări acreditarea provizorie a celor două agenții de plăți din agricultură, trimiterea spre aprobare către Comisia Europeană a Planului Național Strategic, definitivarea Planului Național de Dezvoltare Rurală, dar și subvenționarea motorinei și aprobarea de noi subvenții pentru fermieri.
Dan Motreanu este căsătorit și are doi copii. Domiciliul său este în municipiul Alba Iulia.